# Balkenlage

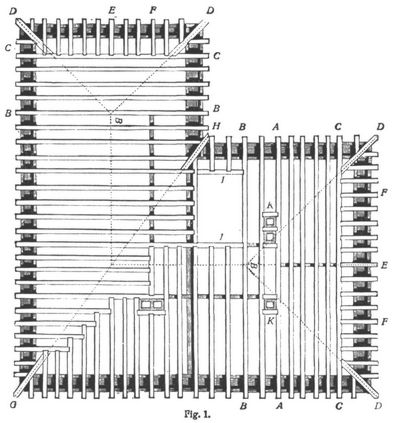
Balkenlage in einem Eckgrundriss

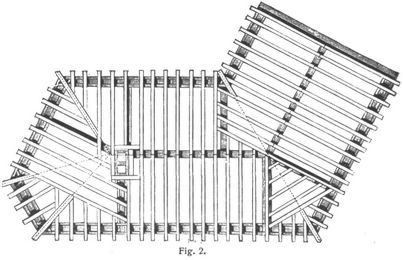
Balkenlage für einen unregelmäßigen Grundriss

Als Balkenlage wird die tragende Konstruktion einer Decke oder eines Fußbodens bezeichnet, wenn diese als Holzbalkendecke ausgeführt ist. Beim Legen der Balkenlage ist in der Planung das Maß über Holz zu beachten, das dem Belag angepasst werden muss. Die Balkenlage ist meist in eine Richtung orientiert, die bei mehrgeschossigen Gebäuden wechseln kann, um die tragenden Außenmauern gleichmäßig zu belasten. In besonderen Situationen, z. B. in Eckhäusern, können die Balken verschieden orientiert sein. Die Abstände der einzelnen Balken sollten möglichst gleich sein. In der Praxis ist dies nicht immer möglich, da der Grundriss Wandbalken vorgibt und Aussparungen für Kamine und Treppen möglichst ohne Wechsel gebaut werden sollen. Die Balken werden bei mehrgeschossigen Häusern in regelmäßigen Abständen längs und quer mit den Außenmauern durch Metallteile verbunden, um die Wand zu stabilisieren. Diese Splinte (Maueranker) genannten Teile sind häufig an den Außenseiten sichtbar. Eine Aussteifung der Balkenlage wird über den Dielenboden oder über diagonal liegende Metallbänder erreicht (Abkreuzung).

## Bezeichnungen der Hölzer in der Balkenlage

### Ortbalken
Der Ortbalken, auch Giebelbalken genannt, liegt an einer Außenwand oder dem Giebel. Dieser Balken, und zwei bis drei weitere, werden heute meistens mit Metallstreben in der Wand verankert, die senkrecht zu den Balken stehen.

### Wandbalken
Ein Wandbalken liegt in einer innenliegenden Trennwand, die dazu recht schmal sein muss, damit die Dielen noch aufliegen können. Wandbalken sind typisch bei innenliegendem Fachwerk. In Außenmauern liegen keine Balken auf, sondern haben einige cm Abstand, um nicht feucht zu werden. Sie streichen die Wand und heißen daher auch Streichbalken.

### Leerbalken
Der Leerbalken ist ein Balken, der ohne Unterbrechung und ohne Verbindung zu anderen Hölzern in der Balkenlage liegt. Er wird auch Ganzbalken genannt.

### Wechsel

Wechselbalken

Der Wechsel in der Balkenlage hat die gleiche Funktion wie der Wechsel im Dachstuhl. Ist in der Balkenlage eine Aussparung notwendig, die einen Balken durchschneidet, dann werden Wechsel eingesetzt, die das lose Ende des durchtrennten Balkens tragen. Der Wechsel steht im rechten Winkel zur Balkenlage und ist an den nächsten durchlaufenden Balken befestigt, bzw. liegt auf einer tragenden Mauer auf.

### Wechselbalken

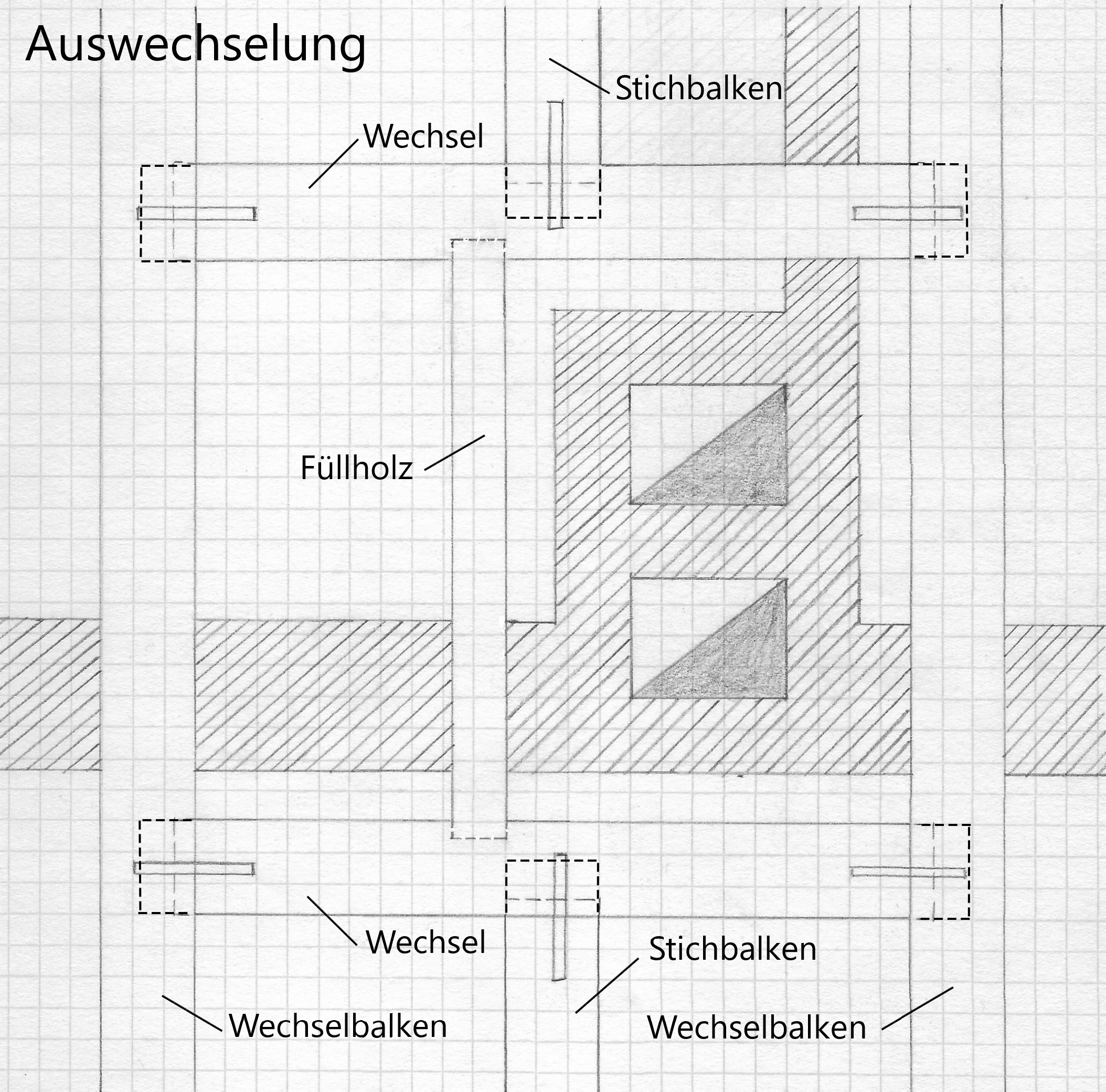
Kaminauswechselung einer Balkenlage mit Wechsel, Wechselbalken und Stichbalken

Der Begriff Wechselbalken wird uneinheitlich verwendet. Einerseits bezeichnet der Begriff einen durchgehenden Balken voller Länge, an den ein Wechsel anschließt. In manchen Quellen wird jedoch auch der Wechsel selbst als Wechselbalken bezeichnet.

### Stichbalken
Ein Stichbalken ist ein Balken mit verkürzter Länge, der z. B. auf einem Ende auf einem Wechsel aufliegt, und wird eingesetzt, wenn das Maß über Holz zu groß wird oder eine Öffnung den Balken unterbricht. Der Stichbalken sticht auf den Wechsel zu. Stichbalken werden auch eingesetzt, wenn auskragende Bauteile wie Balkone oder Erker an einer Seite parallel zur Balkenlage angebaut werden.

### Wandstichbalken
Der Wandstichbalken ist in etwa dasselbe wie der Stichbalken, nur dass er an einer Wand oder einem Giebel anliegt.

### Eckstich
Der Eckstich, auch Gratstichbalken genannt, ragt am Außeneck zwischen letztem Balken der Balkenlage und dem letzten daran stoßenden Stichbalken hervor. Der Eckstich wird hauptsächlich bei Walmdächern benötigt, wenn eine Balkenlage vorhanden ist. Der Eckstich verläuft unter dem Gratsparren. Bei gleich geneigten Dachseiten verläuft der Eckstich im 45° Winkel zum Rähm. Bei unterschiedlich geneigten Dachseiten verläuft der Eckstich im entsprechenden Winkel zum Rähm.